# Ruger Super Redhawk
Le Ruger Super Redhawk est un revolver de gros calibre, évolution du Ruger Redhawk. Il  tire les munitions .454 Casull ; .44 Magnum ; .480 Ruger.

## Utilisation
Sur son marché d'origine, l'Amérique du Nord, ce révolver est prévu pour la chasse à l'arme de poing et le tir sur silhouettes métalliques.